# 情人 (罗马诺)

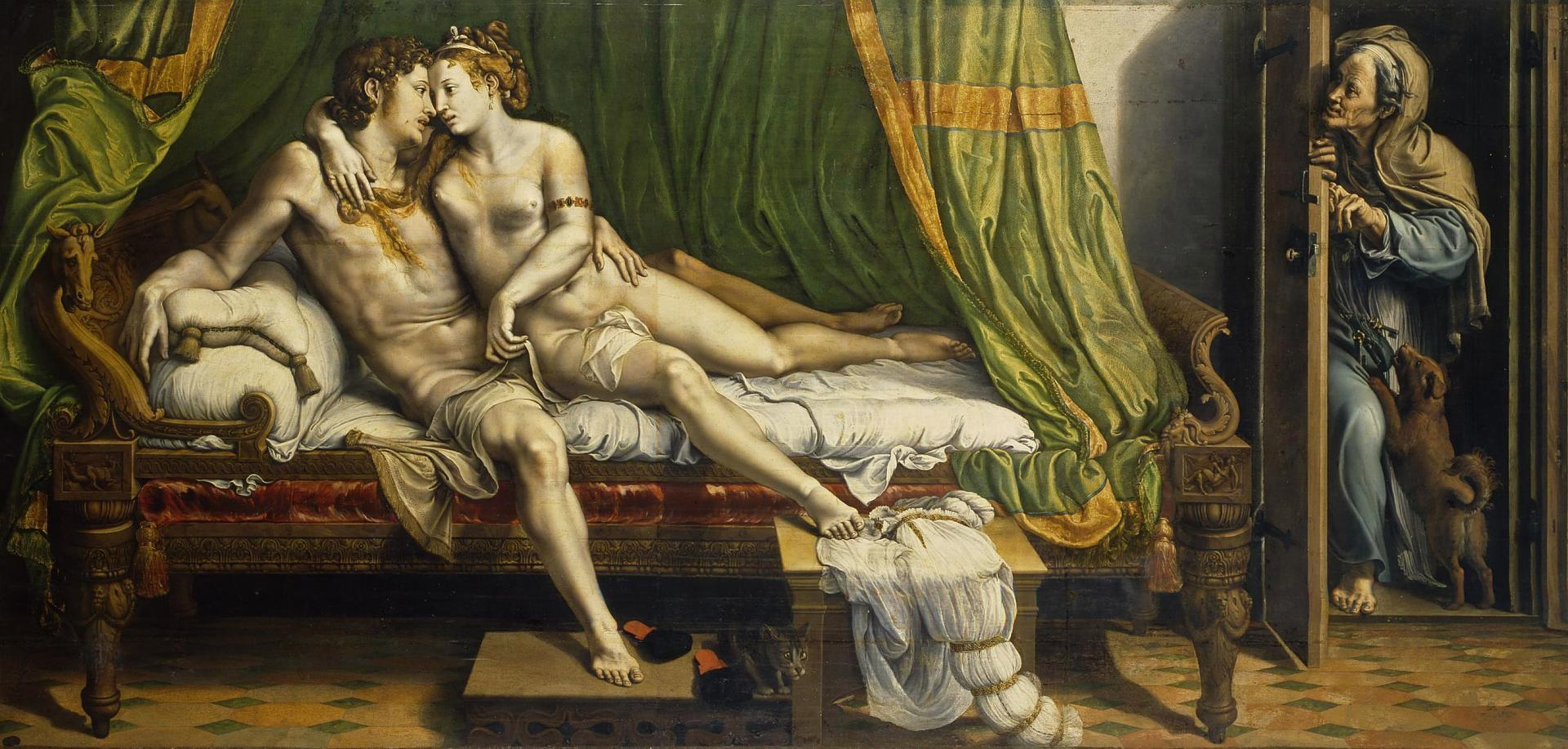
《情人》

《情人》是意大利画家 朱利奥·罗马诺的一幅油画，绘制于1524-1525年，原为木板油画，1834 年被转移到画布上。这幅画受损严重，直到 1920 年才公开展出，现藏于圣彼得堡 埃尔米塔日博物馆。